# Joukiinen
Joukiinen är en del av sjön Hiirenvesi i Finland.   Den ligger i landskapet Norra Karelen, i den sydöstra delen av landet, 400 km nordost om huvudstaden Helsingfors. Joukiinen ligger 95 meter över havet.